# U23-Weltmeisterschaften im Rudern 2009
Die U23-Weltmeisterschaften im Rudern 2009 fanden vom 23. bis 26. Juli 2009 im Sportzentrum Labe aréna Račice in Račice u Štětí in Tschechien statt. Das Sportzentrum Labe aréna Račice ist seit vielen Jahren unter dem Namen Ruderkanal Račice bekannt.
Die Organisatoren sind sehr erfahren in der Durchführung von internationalen Ruder- und Kanuregatten. Auf dem im Jahr 1986 künstlich angelegten Ruderkanal wurden unter anderem die Ruder-Weltmeisterschaften 1993 ausgetragen. Außerdem fanden die Junioren-Weltmeisterschaften 1986 hier statt.
Bei den Meisterschaften wurden 21 Wettbewerbe ausgetragen, davon zwölf für Männer und neun für Frauen.
Teilnahmeberechtigt war eine Mannschaft je Wettbewerbsklasse aus allen Mitgliedsverbänden des Weltruderverbandes. Eine Qualifikationsregatta existierte nicht.

## Ausgeschriebene Wettbewerbe
| Männer           | Frauen           |
| ---------------- | ---------------- |
| Einer            | Einer            |
| LGW-Einer        | LGW-Einer        |
| Doppelzweier     | Doppelzweier     |
| LGW-Doppelzweier | LGW-Doppelzweier |
| Doppelvierer     | Doppelvierer     |
| LGW-Doppelvierer | LGW-Doppelvierer |
| Zweier ohne      | Zweier ohne      |
| LGW-Zweier ohne  |                  |
| Vierer ohne      | Vierer ohne      |
| LGW-Vierer ohne  |                  |
| Vierer mit       |                  |
| Achter           | Achter           |

## Ergebnisse
Hier sind die Medaillengewinner aus den A-Finals aufgelistet. Diese waren mit sechs Booten besetzt, die sich über Vor- und Hoffnungsläufe sowie Viertel- und Halbfinals für das Finale qualifizieren mussten. Die Streckenlänge betrug in allen Läufen 2000 Meter.

### Männer
| Bootsklasse                                   | Gold | Gold    | Silber | Silber  | Bronze | Bronze  |
| --------------------------------------------- | --- | ------- | --- | ------- | --- | ------- |
| Einer (BM1x)                                  | Deutschland Lauritz Schoof | 7:00,35 | Niederlande Roel Braas | 7:02,31 | Kanada Michael Braithwaite | 7:03,57 |
| Leichtgewichts-Einer (BLM1x)                  | Iran Mohsen Shadi Naghadeh | 6:57,38 | Brasilien Ailson Silva | 6:59,17 | Deutschland Linus Lichtschlag | 7:01,40 |
| Doppelzweier (BM2x)                           | Neuseeland Robert Manson Joseph Sullivan | 6:18,75 | Deutschland Hans Gruhne Clemens Wenzel | 6:22,00 | Norwegen Truls Albert Kjetil Borch | 6:24,92 |
| Leichtgewichts-Doppelzweier (BLM2x)           | Deutschland Christian Hochbruck Lars Hartig | 6:16,35 | Slowenien Matevž Malešič Jure Cvet | 6:18,80 | Italien Davide Babboni Tommaso Sacchini | 6:19,16 |
| Doppelvierer (BM4x)                           | Kroatien David Šain Martin Sinković Damir Martin Valent Sinković | 5:45,17 | Ukraine Anton Zajets Iwan Jurtschenko Iwan Futryk Iwan Dowhodko                                                                                                   | 5:47,63 | Australien Matthew Bolt David Wright James McRae Alexander Belonogoff | 5:48,47 |
| Leichtgewichts-Doppelvierer (BLM4x)           | Italien Jose Casiraghi Andrea Cereda Pietro Ruta Francesco Rigon | 5:53,88 | Deutschland Clemens Hübler Matthias Arnold Michael Keschka Arne Falkenhorst                                                                                       | 5:56,62 | Vereinigtes Königreich William Fletcher David Jones Jonathan Clegg Peter Chambers                                                                                             | 5:57,73 |
| Zweier ohne Steuermann (BM2-)                 | Griechenland Stergios Papachristos Georgios Tziallas | 6:25,34 | Ungarn Adrián Juhász Béla Simon | 6:28,52 | Serbien Ivan Ostojić Aleksandar Radović | 6:33,83 |
| Leichtgewichts-Zweier ohne Steuermann (BLM2-) | Italien Andrea Caianiello Armando Dell’Aquila | 6:32,01 | Niederlande Vincent Muda Tycho Muda | 6:35,09 | Frankreich Clément Roulet-Dubonnet Barthelemy Agostini | 6:35,74 |
| Vierer ohne Steuermann (BM4-)                 | Neuseeland Jade Uru Simon Watson Hamish Burson Tyson Williams | 5:54,49 | Vereinigte Staaten Michael Gennaro Nareg Guregian James Long-Lerno Mark Murphy                                                                                    | 5:55,80 | Deutschland Hendrik Bohnekamp Andreas Kuffner Anton Braun Bastian Bechler | 5:56,22 |
| Leichtgewichts-Vierer ohne Steuermann (BLM4-) | Deutschland Simon Berghofer Daniel Wisgott Robby Gerhardt Jan Lüke                                                                                                   | 6:02,38 | Japan Toshiharu Mimura Mitsuo Nishimura Hiroshi Nakano Hiromi Tanaka                                                                                              | 6:04,34 | Spanien Juanito Fernandez Tomas Ramon Llosa Melich Rubén Álvarez Pedrosa Marc Franquet Montfort                                                                               | 6:08,41 |
| Vierer mit Steuermann (BM4+)                  | Neuseeland John Storey Ian Seymour Tobias Wehr-Candler David Eade Matthew Cameron (Stm.)                                                                             | 6:07,40 | Italien Vincenzo Capelli Francesco Fossi Andrea Carmignani Andrea Palmisano Leonardo Bellucci (Stm.)                                                              | 6:09,59 | Deutschland Milan Dzambasevic Moritz Schlichting Kay Rückbrodt Alexander Egler Albert Kowert (Stm.)                                                                           | 6:11,93 |
| Achter (BM8+)                                 | Polen Ryszard Ablewski Rafał Wielgosz Bartosz Zabłocki Mateusz Hamerski Jakub Jabłoński Piotr Juszczak Zbigniew Schodowski Miłosław Kędzierski Paweł Lipowski (Stm.) | 5:32,77 | Deutschland Nicolai Jürgens Lukas Müller Sebastian Kasielke Hannes Heppner Maximilian Reinelt Marco Neumann Niclas Orlowski Michael Schirmer Nils Hoffmann (Stm.) | 5:34,11 | Vereinigtes Königreich Kieren Emery Chris Abraham Nathaniel Reilly-O’Donnell Thomas Clark Benjamin Duggan Daniel Ritchie Anthony Locke Matthew Rossiter Henry Fieldman (Stm.) | 5:35,25 |

### Frauen
| Bootsklasse                         | Gold | Gold    | Silber | Silber  | Bronze | Bronze  |
| ----------------------------------- | --- | ------- | --- | ------- | --- | ------- |
| Einer (BW1x)                        | Tschechien Jitka Antošová | 7:27,23 | Estland Kaisa Pajusalu | 7:37,18 | Deutschland Carina Bär | 7:37,30 |
| Leichtgewichts-Einer (BLW1x)        | Deutschland Helke Nieschlag | 7:49,42 | Belarus Hanna Bandarewich | 7:51,12 | Ungarn Mariann Novak | 7:51,60 |
| Doppelzweier (BW2x)                 | Belarus Tatjana Kuchta Maryja Smaljakowa | 7:03,85 | Ukraine Wiktorija Koltunowa Olena Jakowenko | 7:08,40 | Frankreich Vanessa Grandpierre Marion Rialet | 7:10,46 |
| Leichtgewichts-Doppelzweier (BLW2x) | Griechenland Triantafyllia Kalampoka Christina Giazitzidou | 7:05,26 | Deutschland Lena Müller Julia Kröger | 7:08,04 | Russland Natalia Warfolomeewa Anna Jasykowa | 7:11,64 |
| Doppelvierer (BW4x)                 | Ukraine Hanna Kuzenko Olena Burjak Anna Prytula Kateryna Tarassenko | 6:29,86 | Deutschland Ulrike Törpsch Maren Stallkamp Christin Fernitz Julia Richter                                                                                | 6:33,20 | Rumänien Elena Trifoi Irina Dorneanu Ioana Strungaru Cristina Ilie                                                                                     | 6:39,41 |
| Leichtgewichts-Doppelvierer (BLW4x) | Deutschland Regina Pieroth Katja Rügner Lena Bieber Kaja Brecht | 6:34,99 | Vereinigte Staaten Devery Karz Lauren Nelson Katherine Robinson Victoria Burke                                                                           | 6:37,04 | Australien Gabrielle Kukla Alison Scobbie Lauren Burraston Ella Flecker                                                                                | 6:37,74 |
| Zweier ohne Steuerfrau (BW2-)       | Rumänien Adelina Boguș Nicoleta Albu | 7:16,74 | Deutschland Michaela Schmidt Anne Becker | 7:24,03 | Niederlande Wianka van Dorp Olivia van Rooijen | 7:24,23 |
| Vierer ohne Steuerfrau (BW4-)       | Belarus Maryna Maslawa Marharyta Kretschka Nadseja Belskaja Natallja Koschal                                                                                              | 6:48,77 | Italien Claudia Wurzel Veronica Pizzamus Silvia Martin Camilla Espana                                                                                    | 6:49,90 | Neuseeland Jessica Loe Regan Barkla Kate Reymer Alexandra Burnside                                                                                     | 6:52,76 |
| Achter (BW8+)                       | Vereinigtes Königreich Victoria Bryant Jacqueline Round Monica Relph Victoria Thornley Michelle Vezie Emily Taylor Leonora Kennedy Rachael Jefferies Zoe de Toledo (Stf.) | 6:20,71 | Vereinigte Staaten Erika Roddy Adrienne Martelli Mary Jeghers Grace Luczak Ashley Kroll Olivia Coffey Taylor Ritzel Jessica Leidecker Ariel Frost (Stf.) | 6:21,80 | Polen Anna Jankowska Marlena Ertman Anna Karzyńska Magdalena Korczak Kinga Kantorska Kornelia Nitzler Joanna Hentka Kamila Soćko Paulina Górska (Stf.) | 6:23,16 |

## Medaillenspiegel
| Platz | Land                   | Gold | Silber | Bronze | Gesamt |
| ----- | ---------------------- | ---- | ------ | ------ | ------ |
| 1     | Deutschland            | 5    | 6      | 4      | 15     |
| 2     | Neuseeland             | 3    |        | 1      | 4      |
| 3     | Italien                | 2    | 2      | 1      | 5      |
| 4     | Belarus                | 2    | 1      |        | 3      |
| 5     | Griechenland           | 2    |        |        | 2      |
| 6     | Ukraine                | 1    | 2      |        | 3      |
| 7     | Vereinigtes Königreich | 1    |        | 2      | 3      |
| 8     | Polen                  | 1    |        | 1      | 2      |
| 8     | Rumänien               | 1    |        | 1      | 2      |
| 10    | Iran                   | 1    |        |        | 1      |
| 10    | Kroatien               | 1    |        |        | 1      |
| 10    | Tschechien             | 1    |        |        | 1      |
| 13    | Vereinigte Staaten     |      | 3      |        | 3      |
| 14    | Niederlande            |      | 2      | 1      | 3      |
| 15    | Ungarn                 |      | 1      | 1      | 2      |
| 16    | Brasilien              |      | 1      |        | 1      |
| 16    | Estland                |      | 1      |        | 1      |
| 16    | Japan                  |      | 1      |        | 1      |
| 16    | Slowenien              |      | 1      |        | 1      |
| 20    | Australien             |      |        | 2      | 2      |
| 20    | Frankreich             |      |        | 2      | 2      |
| 22    | Kanada                 |      |        | 1      | 1      |
| 22    | Norwegen               |      |        | 1      | 1      |
| 22    | Russland               |      |        | 1      | 1      |
| 22    | Serbien                |      |        | 1      | 1      |
| 22    | Spanien                |      |        | 1      | 1      |
| Summe | Summe                  | 21   | 21     | 21     | 63     |